# 沖縄県病院事業局
沖縄県病院事業局（おきなわけんびょういんじぎょうきょく）は、沖縄県内において県立6病院の運営を行う沖縄県の地方公営企業の一つである。

## 組織
- 病院事業総務課
- 病院事業経営課

## 県立病院
- 県立北部病院
- 県立中部病院
- 県立南部医療センター・こども医療センター
- 県立宮古病院
- 県立八重山病院
- 県立精和病院

| スタブアイコン | サブスタブ | この項目は、まだ閲覧者の調べものの参照としては役立たない、沖縄県に関連した書きかけの項目です。この項目を加筆・訂正などしてくださる協力者を求めています（P:日本の都道府県/沖縄県）。 |